# Frontenac (Kansas)
Frontenac és una població dels Estats Units a l'estat de Kansas. Segons el cens del 2000 tenia 2.996 habitants.

## Demografia
Segons el cens del 2000, Frontenac tenia 2.996 habitants, 1.230 habitatges, i 783 famílies. La densitat de població era de 291,4 habitants/km².
Dels 1.230 habitatges en un 29,3% hi vivien nens de menys de 18 anys, en un 51,5% hi vivien parelles casades, en un 8,5% dones solteres, i en un 36,3% no eren unitats familiars. En el 32% dels habitatges hi vivien persones soles el 17,2% de les quals corresponia a persones de 65 anys o més que vivien soles. El nombre mitjà de persones vivint en cada habitatge era de 2,33 i el nombre mitjà de persones que vivien en cada família era de 2,94.
Per edats la població es repartia de la següent manera: un 23,5% tenia menys de 18 anys, un 8,5% entre 18 i 24, un 24,9% entre 25 i 44, un 21,3% de 45 a 60 i un 21,8% 65 anys o més.
L'edat mediana era de 40 anys. Per cada 100 dones de 18 o més anys hi havia 76,1 homes.
La renda mediana per habitatge era de 33.558 $ i la renda mediana per família de 42.214 $. Els homes tenien una renda mediana de 30.474 $ mentre que les dones 21.163 $. La renda per capita de la població era de 17.349 $. Entorn del 4,4% de les famílies i el 7,7% de la població estaven per davall del llindar de pobresa.

## Poblacions més properes
El següent diagrama mostra les poblacions més properes.